# آیوس اپیکتیتوس

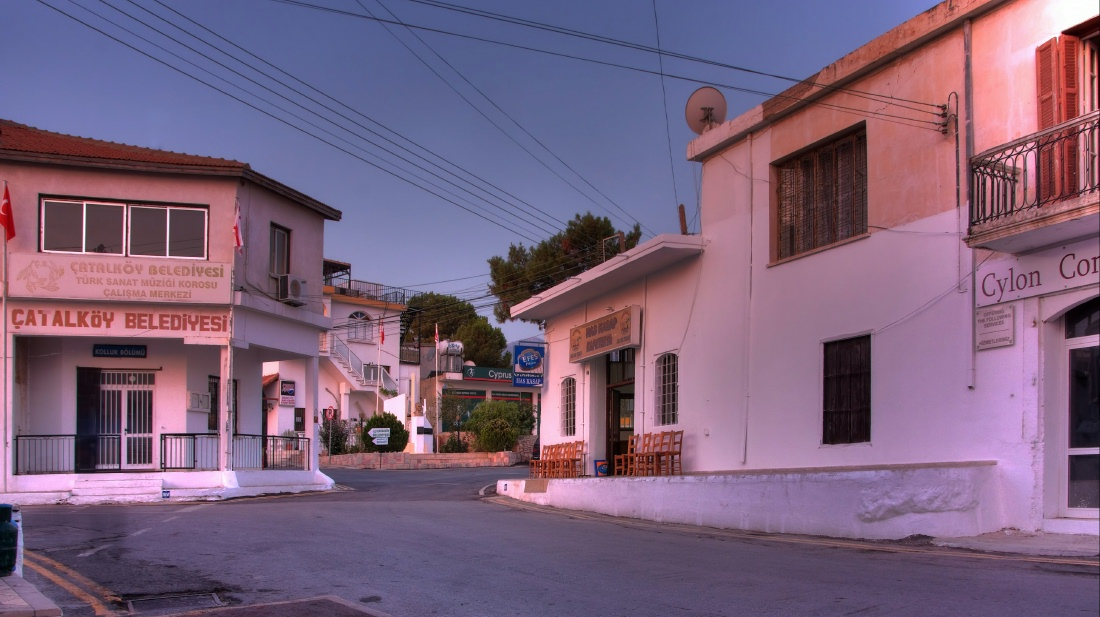
خیابانی در شهر چاتالکوی

آیوس اپیکتیتوس (یونانی: Αγιος Επίκτητος; چاتالکوی ترکی استانبولی: Çatalköy) دفاکتو در ناحیه گیرنه کشور به رسمیت نشناخته‌شده قبرس شمالی واقع شده است. جمعیت این شهر ۴٬۱۸۳ نفر است.